# Shota Nakamura
Shota Nakamura (Japans: 奨太 中村) (Tomakomai, 2 september 1993) is een voormalig Japanse langebaanschaatser. De 1500m was zijn beste afstand. Op deze afstand won hij bij wereldbekerwedstrijden in Astana op 4 december 2016 met zilver zijn eerste individuele wereldbekermedaille.
Zijn oudere broer Shunsuke Nakamura is eveneens op internationaal niveau actief als langebaanschaatser.

## Records

### Persoonlijke records
| Afstand      | Tijd     | Datum            | Baan           |
| ------------ | -------- | ---------------- | -------------- |
| 500 meter    | 36,00    | 4 maart 2017     | Hamar          |
| 1000 meter   | 1.10,21  | 23 oktober 2016  | Nagano         |
| 1500 meter   | 1.44,99  | 16 maart 2014    | Calgary        |
| 3000 meter   | 3.46,60  | 15 november 2012 | Calgary        |
| 5000 meter   | 6.32,29  | 18 november 2016 | Nagano         |
| 10.000 meter | 13.41,83 | 19 februari 2011 | Salt Lake City |

## Resultaten
| Jaar | WK Allround             | WK Afstanden                         | Olympische Spelen          | Wereldbeker                                   | WK Junioren                             |
| ---- | ----------------------- | ------------------------------------ | -------------------------- | --------------------------------------------- | --------------------------------------- |
| 2010 |                         |                                      |                            |                                               | 9e (18e, 9e, 10e, 6e) 22e achtervolging |
| 2011 | NC23 (22e, 22e, 23e, -) |                                      |                            | 47e 1500m 40e 5k/10k                          | 9e (12e, 9e, 12e, 8e) 10e achtervolging |
| 2012 |                         |                                      |                            | 0p 1500m 0p 5k/10k                            | 5e (6r, 7r, 5e, 8e) 15e achtervolging   |
| 2013 |                         |                                      |                            |                                               | 6e · (, 9e, 6e, 10e) · 8e achtervolging |
| 2014 |                         |                                      |                            | 44e 1500m 54e 5k/10k 16e massastart           |                                         |
| 2015 |                         |                                      |                            | 54e 1000m 45e 1500m                           |                                         |
| 2016 | NC16 (7e, 22e, 12e, -)  | 5e massastart 7e achtervolging       |                            | 54e 1000m 45e 1500m 53e 5k/10k 24e massastart |                                         |
| 2017 | 8e · (, 15e, 7e, 8e)    | 22e 1000m 15e 1500m 5e achtervolging |                            | 55e 1000m 7e 1500m 47e 5k/10k                 |                                         |
| 2018 | NC20 (8e, 24e, 16e, -)  |                                      | 24e 1500m 5e achtervolging | 7e massastart                                 |                                         |
|      |                         |                                      |                            |                                               |                                         |
| 2020 |                         |                                      |                            | 57e 1500m                                     |                                         |